# Траверсе, Александр Иванович (младший)
Маркиз Александр Иванович де Траверсе (6 [17] марта 1796, Роченсальм — 1866 или 26 января [7 февраля] 1878) — русский генерал.

## Биография
Второй сын морского министра маркиза И. И. де Траверсе и Мари-Мадлен де Риуф. Мать умерла при родах. Крещён 18 марта в Петербурге в церкви Святой Екатерины, получив имя в честь великого князя Александра Павловича. Крёстной матерью была Екатерина II, в тот же день пожаловавшая ребёнку чин мичмана. Мальчик вскоре опасно заболел, и по просьбе отца чин был передан его старшему брату Жану-Франсуа, по этому случаю также переименованному в Александра.
14 октября 1808 поступил кадетом в Морской корпус. В службу вступил в 1810 году, 9 апреля 1811 произведён в гардемарины.
Во время войны 1812—1814 годов ходил в походы на корабле «Борей» к берегам Англии и Голландии. 26 сентября 1812 произведён в мичманы.
В 1816 году состоял флаг-офицером при контр-адмирале А. В. фон Моллере, ходил на канонерках из Петербурга в Кронштадт. 15 марта 1817 произведён в лейтенанты.
В 1817 году на корабле «Дрезден» совершил плавание из Кронштадта в Кадис в составе эскадры из пяти 74-пушечных линкоров и шести 40-пушечных фрегатов, проданных Россией Испании, нуждавшейся в усилении флота для борьбы с восставшими колониями. 4 сентября корабли прибыли на рейд Кадиса. Траверсе передал Фердинанду VII послание императора. Обратно вернулся на английском транспорте «Фэйриленд», которым командовал капитан-лейтенант Богданов.
20 октября 1818 вновь прибыл в Кадис на фрегате «Легкий», доставив депеши королю. Затем совершил поездку в Париж, и 2 января 1819 снова прибыл в Мадрид. Как полагает биограф министра де Траверсе Мадлен дю Шатне, Александру было поручено проследить за выполнением условий шестимиллионной сделки, часть суммы по которой должна была быть выплачена за счёт перевода на Россию части долга Испании перед Англией и Францией. Вернулся на родину сухим путём.
В 1821—1827 состоял в комиссии по устройству Ревельской гавани.
В 1827 на корабле «Азов» участвовал в Наваринском сражении, где был ранен в ногу. С Мальты был послан с депешами в Петербург, затем вернулся к эскадре, и был назначен офицером для поручений при вице-адмирале графе Л. П. Гейдене. 14 декабря произведён за отличие в капитан-лейтенанты и пожалован флигель-адъютантом.
В 1828 году крейсировал в Архипелаге, в следующем году командирован в Одессу в распоряжение генерал-губернатора графа М. С. Воронцова. В 1831 сушей вернулся в столицу и был назначен в 3-й флотский экипаж в Ревель.
20 января 1832 определён помощником капитана над Ревельским портом. 30 августа 1834 произведён за отличие в капитаны 2-го ранга. На шхуне «Град» сопровождал принца Оранского из Петербурга на Готланд.
В 1835 году назначен командиром 1-го финского флотского экипажа в Гельсингфорсе. Командовал отрядом канонерок, совершавших плавания между Роченсальмом и Або.
6 декабря 1837 произведён в капитаны 1-го ранга. 6 декабря 1842 назначен членом Общего присутствия кораблестроительного департамента морского министерства. 10 ноября 1843 уволен от службы с чином генерал-майора.
По словам дочери, баронессы Паткуль, лишился звания флигель-адъютанта из-за происков морского министра светлейшего князя А. С. Меншикова, получившего от императора выговор по результатам расследования, проведённого де Траверсе по линии военного министерства. Тяжело переживал немилость, «сильно заболел и долго оправиться не мог, немилость государя, которому он всей душой был предан, сильно подействовала на здоровье отца и даром ему не прошла».

## Награды
- орден Святого Владимира 4-й ст. (1820)
- орден Святой Анны 2-й ст. и единовременно годовой оклад жалования (1829)
- орден Святого Георгия 4-го класса № 5739 (1.12.1838), за 25-летнюю службу в офицерских чинах
- медаль «За взятие Парижа»
- медаль «За турецкую войну»
- испанский орден Карлоса III 3-й ст. (1819)
- греческий орден Спасителя (1836)

## Семья
1-я жена (1820): Александра Леонтьевна Спафарьева (3.11.1801—13.09.1837), дочь генерал-лейтенанта Л. В. Спафарьева и баронессы Анны Васильевны фон Розенберг
Дети:
- маркиза Мария Александровна де Траверсе (29.06.1822—24.11.1900). Муж (27.08.1841): барон А. В. Паткуль (1817—1877)
- маркиза Алина Александровна де Траверсе (1824—). Муж: А. Бекман
- Варвара
- Елизавета
- Анна
- маркиз Николай Александрович де Траверсе (1829—5.09.1864, Петербург). Коллежский асессор. В 1850 окончил Александровский лицей, служил в канцелярии Томского губернатора, с 1857 в Морском министерстве. С 1859 чиновник для особых поручений в госконтроле. В Сибири общался с М. А. Бакуниным и Достоевским, а в ходе поездки в 1861 в Лондон познакомился с Герценом, стал корреспондентом «Колокола» и распространителем лондонских эмигрантских изданий. В начале августа 1862 арестован в Петербурге и 7 августа заключён в Алексеевский равелин Петропавловской крепости по обвинению в связях с «лондонскими пропагандистами». В декабре того же года проявил признаки душевного расстройства и был переведён в военно-сухопутный госпиталь. 26.08.1864 освобождён из крепости и отдан на поруки жены с учреждением на квартире полицейского караула[5][6] Жена Мария Николаевна де Траверсе (урождённая Шидловская).
- Александр

2-я жена: Злобина Евдокия Александровна (с 1851 г.), дочь генерал-майора.
Умерла в родах в 1855 году.
Дети:
- Александр (1852—1911)
- Ольга (1855—1908), художница